# Auch Kinder sind Zivilisten
Auch Kinder sind Zivilisten ist eine Kurzgeschichte des deutschen Schriftstellers Heinrich Böll (1917–1985). Sie wurde erstmals 1950 in der Kurzgeschichtensammlung Wanderer, kommst du nach Spa… veröffentlicht, die im Verlag Friedrich Middelhauve erschien. Auch Kinder sind Zivilisten gehört zu den bekanntesten Kurzgeschichten des Autors und ist ein typisches Beispiel der Trümmerliteratur.
Erzählt wird die Geschichte eines verwundeten Soldaten im Zweiten Weltkrieg, der sich in einem Lazarett befindet. Obwohl eigentlich durch die Vorschriften untersagt, wird für ihn die Begegnung mit einem Mädchen, das Kuchen verkauft, zum kurzen Lichtblick im Alltag des Krieges.

## Inhalt

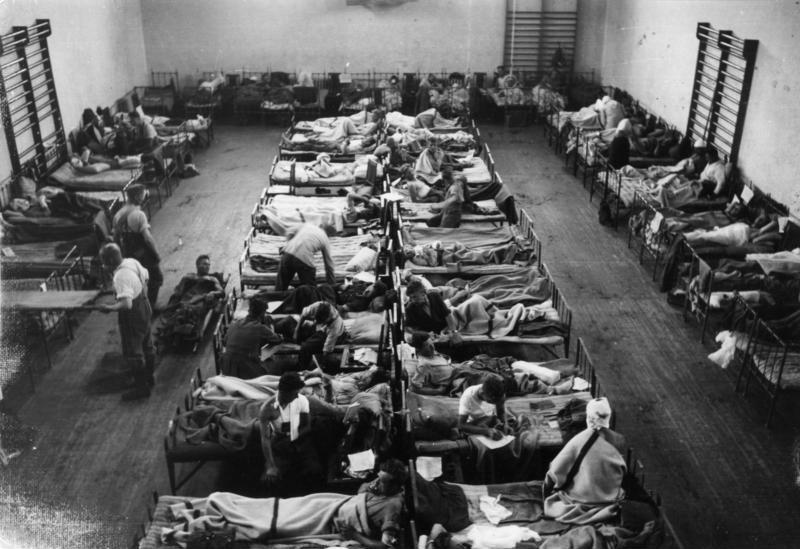
Ein provisorisches Lazarett in einer Turnhalle in Russland, Juni 1941

Ein Kriegsverwundeter befindet sich während des Deutsch-Sowjetischen Krieges in einem provisorischen Lazarett, das in einer russischen Schule eingerichtet worden ist. Er berichtet, dass er mit seinem Kopfverband aussehe wie Theodor Körner. Als ein russisches Mädchen Kuchen verkaufen will, verweigert der Wachtposten dem Verwundeten den Ausgang und dem Mädchen den Eintritt, weil Zivilisten der Zutritt zum Lazarett verboten sei. Auf den Einwand des Verwundeten, es handle sich doch um ein Kind, beharrt der Posten, dass auch Kinder Zivilisten seien. Es kommt zu einer kurzen Auseinandersetzung zwischen den beiden Männern, bis der Verwundete nachgibt. Als er sich resigniert abwenden will, bemerkt er ein Zeichen des Kindes, diesem zu folgen. Weil der pflichtbewusste Wachposten sein Tor nicht verlässt, kann der Verwundete an einem Mauerloch unbemerkt mit dem Kind sprechen. Dieses bietet ihm einige Kuchenstücke zum Probieren an. Schließlich kauft der Soldat dem Mädchen für 200 Mark den ganzen Korb voller Kuchen ab. Als er aber das Kind bitten will, später wiederzukommen, ist es bereits verschwunden und der Soldat fühlt sich wieder einsam der Trostlosigkeit des Krieges ausgesetzt.

## Interpretation

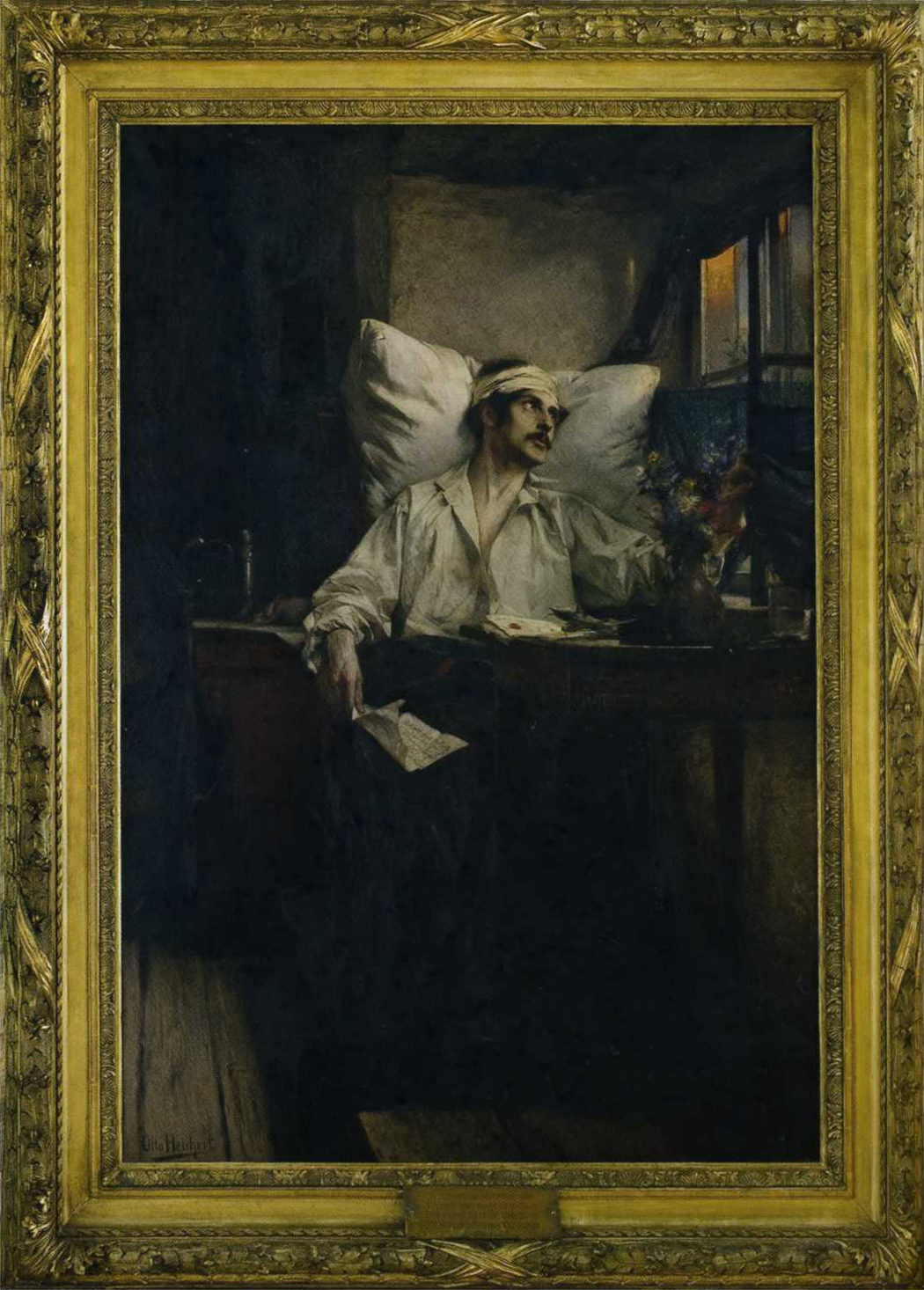
Der verwundete Theodor Körner mit Kopfverband in einem Gemälde von Otto Heichert, ca. 1910

Die Kurzgeschichte Auch Kinder sind Zivilisten wird nicht aus der distanzierten Haltung eines auktorialen Erzählers berichtet, sondern von einem personalen Erzähler. Laut Manfred Durzak ist diese Erzählperspektive typisch für die frühen Kurzgeschichten Bölls aus der Nachkriegszeit, in denen er häufig die Ich-Perspektive verwendet, um in der zeitgeschichtlichen Tristesse Reste von Menschlichkeit zu zeigen.
Der Ich-Erzähler aus Auch Kinder sind Zivilisten ist ein junger, idealistischer Soldat, dessen naive Verblendung in seiner Anrufung des Dichters Theodor Körner sichtbar wird. Körner, der in den Befreiungskriegen verwundet wurde, wurde später unter anderem von den Nationalsozialisten zum patriotischen Vorbild stilisiert. Noch in seiner Verwundung strebt ihm der junge Soldat nach. Das junge Mädchen verkörpert für ihn das vermisste Zuhause und wird zum Symbol für Menschlichkeit und Heimat. Laut J. H. Reid ist eine solche Funktion typisch für die Frauenfiguren in Bölls früher Prosa, die in der reinen Männergesellschaft des Krieges die Funktion einer Epiphanie erhalten.
Im Kauf des ganzen Kuchens des Mädchens durch den Ich-Erzähler liegt gleichzeitig ein versuchter Akt der Menschlichkeit wie auch die Hoffnung, sich die verlorene Heimat zurückkaufen zu können. Umso ernüchternder ist am Ende der Sturz in die Realität, in der es stinkt und der kalte Schnee die Kuchenstücke bedeckt. Durch diese Desillusionierung verliert der Soldat jeden Halt und erkennt die Sinnlosigkeit und Verlorenheit seiner Situation, in die ihn die eigene Verblendung geführt hat, den Widerspruch seiner Sehnsucht nach Menschlichkeit zur unmenschlichen Realität des Krieges.

## Ausgaben
- Heinrich Böll: Auch Kinder sind Zivilisten. In: Ders.: Wanderer kommst du nach Spa... Erzählungen. 40. Aufl. Dtv, München 2002, ISBN 3-423-00437-1.